# Château de Borgeby
Le château de Borgeby (en suédois : Borgeby slott) est un château situé dans la municipalité de Lomma, en Scanie, dans le Sud de la Suède. Il se trouve au bord de la Kävlinge, la principale rivière de la région.
Le château est construit sur le site d'un autre plus ancien du XIe siècle Sa construction s'est certainement déroulée en plusieurs phases avec deux fossés séparés, il fait partie des forteresses circulaires vikings. Les bâtiments ont brûlé pendant la période viking. D'après des fouilles de 1998 et des pièces de monnaie qui y ont été trouvées, il était la propriété de l'archevêque de Lund jusque 1536.
Le bâtiment a beaucoup changé au cours des siècles. La tour de Börjes a probablement été construite au XVe siècle, elle est restée la seule jusqu'au XIXe siècle et la rénovation de 1870 après la démolition de l'aile est en 1860. La porte semble être du XVIe siècle mais des éléments sont plus anciens. Le bâtiment principal actuel a été construit entre 1650 et 1660. Les écuries sont construites en brique en 1744.
D'après le testament de l'archevêque Karl Eriksson (mort en 1334), des chevaux étaient élevés sur les terrains au cours du XIVe siècle. Le château est brûlé par les Suédois en 1452 et par les Danois en 1658. Les fouilles ont  montré la possibilité d'un autre incendie au XVIe siècle. Cela remonte peut-être à une révolte de fermiers en 1525.
Depuis que le roi Christian III de Danemark a hypothéqué la propriété au maire de Malmö, Jørgen Kock, plusieurs familles aristocratiques danoises et suédoises ont résidé au château. Aujourd'hui, il est un musée pour les peintures de l'artiste Ernst Nordlind, dont le beau-père acquis le château en 1886 lors d'une vente aux enchères.

## Source
- (en) Cet article est partiellement ou en totalité issu de l’article de Wikipédia en anglais intitulé « Borgeby Castle » (voir la liste des auteurs).